# GasTerra
GasTerra est une société néerlandaise active dans le commerce de gaz naturel et les services associés. Comprenant 176 employés, elle est située à la 227e place du classement Forbes 2009 des plus grandes sociétés.